# Hàn Quốc trong Chiến tranh Việt Nam
Hàn Quốc dưới thời kỳ cầm quyền của tổng thống Park Chung-hee đã can thiệp sâu rộng vào chiến tranh Việt Nam. Từ năm 1964 đến 1973, Hàn Quốc đã gửi hơn 325.000 quân nhân tới Nam Việt Nam tham chiến với tư cách là đồng minh của Hoa Kỳ. Số lượng binh sĩ Hàn Quốc lớn hơn rất nhiều so với Úc, Thái Lan, Philippines hay New Zealand và chỉ đứng sau Hoa Kỳ trong số các lực lượng quân đội nước ngoài hiện diện ở Nam Việt Nam. Chỉ huy lực lượng Hàn Quốc tham chiến là tướng Chae Myung-shin. Hàn Quốc chấm dứt hiện diện cũng như các hoạt động quân sự tại Nam Việt Nam sau khi Hiệp định Paris (1973) được ký kết.

## Nguyên nhân

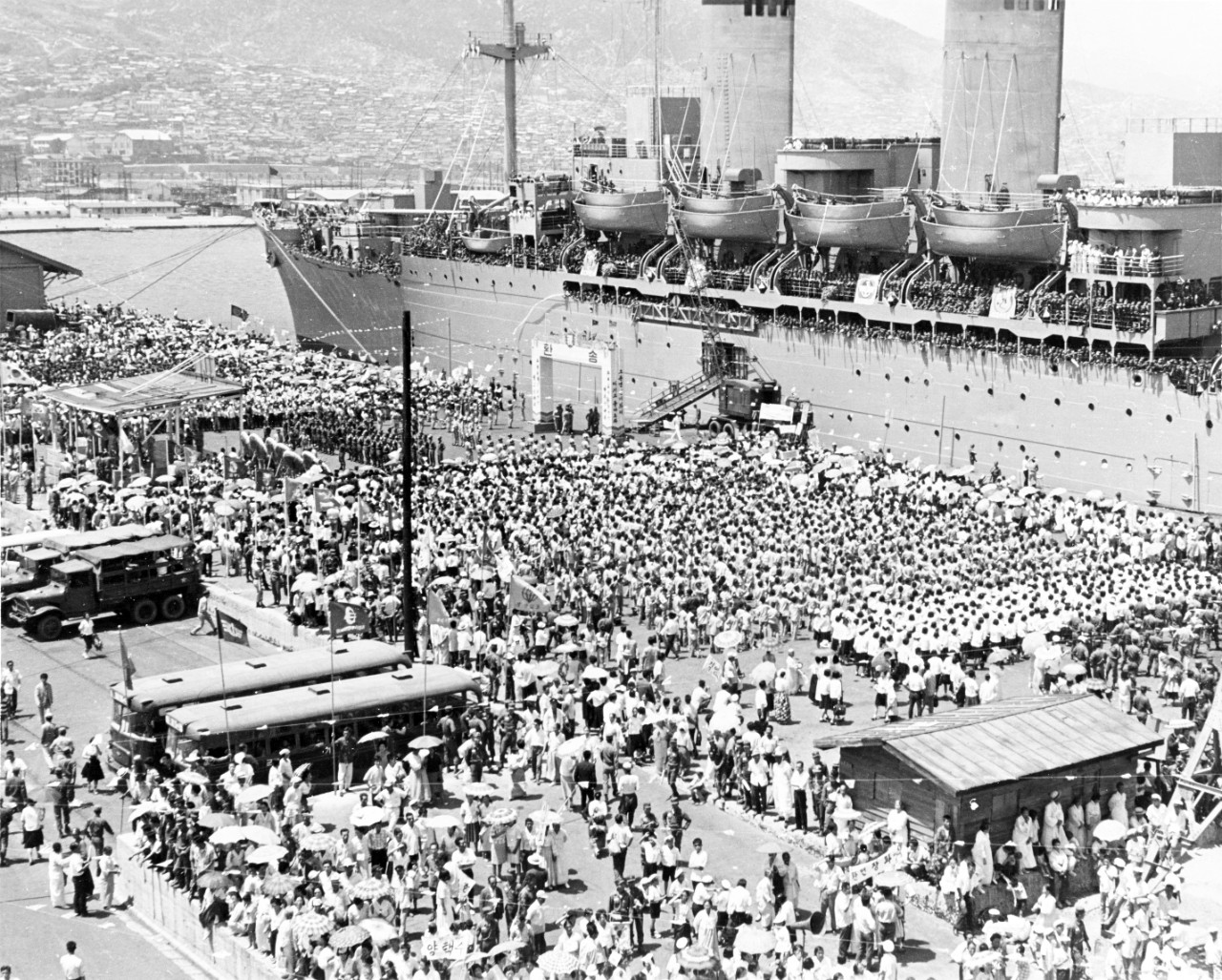
Quân đội Hàn Quốc xuất hành sang Nam Việt Nam tham chiến

Tổng thống Hoa Kỳ Johnson cho rằng sự tham chiến của quân đội Hoa Kỳ cùng đồng minh là một phần quan trọng trong chiến lược của Mỹ đối với cuộc chiến tại Việt Nam. Phía Hàn Quốc đã đưa ra lời đề nghị gửi quân đến Nam Việt Nam ngay từ năm 1954 nhưng bị từ chối. Ngoài ra, viện trợ kinh tế từ chính phủ Mỹ là nguyên nhân chính đổi lấy sự tham gia của Hàn Quốc vào cuộc chiến. Bên cạnh đó, một số binh sĩ Hàn Quốc thấy rằng mình phải chiến đấu để trả ơn cho những hy sinh mà người Mỹ đã làm trong chiến tranh Triều Tiên, nhưng nhiều người khác cũng nhìn thấy cơ hội tăng lương và hỗ trợ gia đình vì đất nước sau chiến tranh vẫn còn nghèo đói. Lương trung bình tại Nam Việt Nam là 37,50 đô la mỗi tháng, cao hơn mức cơ bản 1,60 đô la mỗi tháng ở quê nhà mặc dù phần lớn họ được chính phủ Hàn Quốc hỗ trợ.

## Hoạt động dân sự

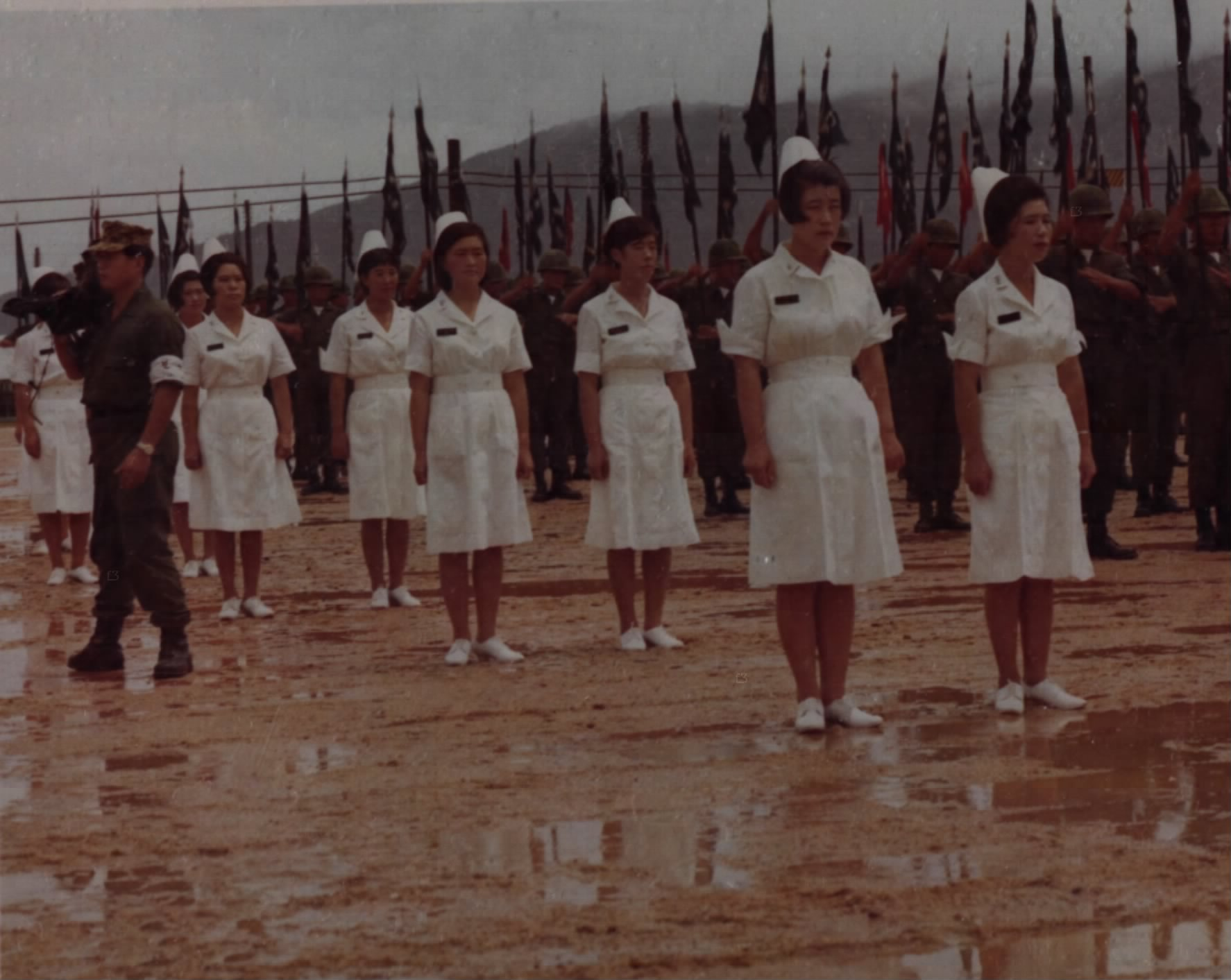
Các nữ y tá của lực lượng y tế Hàn Quốc tại Nam Việt Nam

Đơn vị đầu tiên của quân đội Hàn Quốc đến Nam Việt Nam vào tháng 2 năm 1965 được gọi là Lực lượng Dove (Bồ câu). Đơn vị này bao gồm có: quân nhân, kỹ sư, quân y, cảnh sát, liên lạc viên cùng các nhân viên hỗ trợ. Lực lượng Dove được triển khai đến khu vực Biên Hòa của Nam Việt Nam để hỗ trợ xây dựng trường học, đường sá, cầu cống. Đội ngũ y tế theo báo cáo đã điều trị cho hơn 30.000 thường dân Nam Việt Nam. Nhìn chung, các hoạt động dân sự được đánh giá là tương đối thành công. Ngoài lực lượng chiến đấu và hậu cần, Hàn Quốc cũng gửi thêm khoảng 100.000 công nhân dân sự đến Nam Việt Nam, họ đảm nhiệm các nhiệm vụ kỹ thuật.

## Hoạt động quân sự

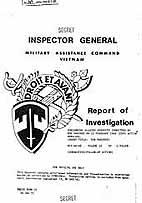
Báo cáo điều tra của Tổng thanh tra Lục quân Hoa Kỳ, Đại tá Robert Morehead Cook kết luận rằng phía quân đội Hàn Quốc phải chịu trách nhiệm cho nhiều vụ thảm sát thường dân

Tuy nhiên, trên mặt trận quân sự, quân đội Hàn Quốc khi tham chiến đã gây ra nhiều vụ thảm sát thường dân Nam Việt Nam bị nghi ngờ hỗ trợ hoặc có liên hệ với Mặt trận Dân tộc Giải phóng miền Nam Việt Nam cùng Quân Giải phóng miền Nam Việt Nam. Đơn cử như vụ thảm sát Phong Nhất và Phong Nhị được xác nhận là do các lực lượng của phía Hàn Quốc tiến hành. Họ cũng bị cáo buộc gây ra nhiều cuộc thảm sát khác tại Bình An, Bình Hòa và Hà My. Những sự việc tương tự được cho là cũng đã xảy ra tại làng An Lĩnh và Vinh Xuân thuộc tỉnh Phú Yên. Thời báo Newsweek cho biết các vụ thảm sát như ở Vinh Xuân được nhân chứng sống sót mô tả lại là có cả trẻ em. Những vụ thảm sát của lính Hàn Quốc là một trong nhiều nguyên nhân khiến dân làng gia nhập hàng ngũ Việt Cộng. Sau này, phía Hàn Quốc thống kê rằng quân đội của họ đã làm tổng cộng khoảng 41.000 người Việt Nam bị coi là Việt Cộng thiệt mạng.

## Các trận đánh - chiến dịch lớn
- Chiến dịch Masher
- Trận Đức Cơ
- Chiến dịch Sa Thầy
- Trận Quang Thạnh
- Chiến dịch Hong Kil Dong
- Sự kiện Tết Mậu Thân